# ایتاپسیکا
ایتاپسیکا (به پرتغالی: Itapecerica) یک منطقهٔ مسکونی در برزیل است که در میناز ژرایس واقع شده‌است. ایتاپسیکا ۱٬۰۴۱ کیلومتر مربع مساحت و ۲۱٬۷۶۱ نفر جمعیت دارد.